# Bagelen (Padang Hilir)
Bagelen is een bestuurslaag in het regentschap Tebing Tinggi van de provincie Noord-Sumatra, Indonesië. Bagelen telt 4254 inwoners (volkstelling 2010).